# Киаксар II
Киаксар II — был сыном Астиага и царем Мидии, правление которого описано греческим историком Ксенофонтом. Некоторые теории приравнивают эту фигуру к «Дарию Мидянину», названному в Книге Даниила. Он не упоминается в историях Геродота или Ктесия, и многие ученые сомневаются, что он действительно существовал. Вопрос о его существовании влияет на то, мирно ли мидийское царство слилось с царством персов примерно в 537 г. до н. э., как рассказывает Ксенофонт, или оно было покорено в ходе восстания персов против деда Кира в 559 г. до н. э. (дата, полученная от Геродота и почти повсеместно принятая современными учеными).

## Киропедия Ксенофонта
Согласно «Киропедии» Ксенофонта, Киаксар II стал царем после Астиага на трон Мидийской империи, а также был братом Манданы, матери Кира Великого. Он описывает перса Кира Великого, возглавлявшего кампанию по завоеванию Вавилона в 539 г. до н. э., в то время как его дядя, Киаксар II, оставался в Экбатане. Киаксар II был к тому времени стариком и поскольку Кир Великий командовал кампанией, армия стала считать его царем. После того, как Кир пригласил Киаксара II во дворец, который он приготовил для него в Вавилоне, Киаксар подарил ему свою дочь в жены с Мидийским царством в качестве приданого. Исходя из предположения, что Киаксар II — это Дарий Мидянин, утверждается, что он номинально правил из Вавилона в качестве главы Мидо-Персидской империи в течение двух лет до своей смерти, а реальная власть принадлежала Киру. После смерти Киаксара II империя мирно перешла к Киру.

### Споры о названии
Фридрих В. Кёниг утверждал, что Ксенофонт был сбит с толку Киаксаром II, потому что это было имя отца Астиага (Киаксара I). Однако не было ничего необычного, особенно среди царей, в том, что человек носил то же имя, что и его дед. Так было и с Киром Великим, и с Камбизом II. У Дария (I) Гистаспа был внук по имени Дарий, который был прямым наследником, но был убит.

## Споры о существовании Киаксара II
Киаксар II занимает видное место в «Киропедии» Ксенофонта. Напротив, он отсутствует в «Историях» Геродота, что не оставляет места для Киаксара II. Геродот говорит, что у мидийского царя Астиага не было сына, и что его преемником на посту царя Мидии и Персии был Кир Великий. Современный консенсус историков согласуется с Геродотом. Джон Уиткомб писал, что Киаксар II Ксенофонта «был просто плодом воображения».
По крайней мере, со времен Жерома до XIX века многие писатели, как еврейские, так и христианские, признавали существование Киаксара II. Он считался царем Мидии в конце Нововавилонской империи в библейских комментариях Джона Кальвина, Адама Кларка, Кейля и Делича и Ланге. В комментарии других более поздних писателей Киаксара II приравнивали к Дарию Мидянину Даниила. В этих комментариях отмечается сходство между Киаксаром II, изображенным Ксенофонтом, и тем, что можно сделать вывод о Дарии Мидянине из редких утверждений о нем в Книге Даниила. По мнению историков, разницу в именах можно объяснить тем фактом, что цари того времени, в том числе Артаксеркс I, Дарий II, Артаксеркс III и Дарий III, имели тронное имя в дополнение к своему личному имени. В случае с Киаксаром II Гарпократион и Берос были процитированы в качестве доказательства того, что тронное имя Киаксара II было Дарий Мидянин. Что касается корреляции между Киаксаром II и Дарием Мидянином, Цеклер писал: "Рассказ Ксенофонта о Киаксаре II настолько полностью согласуется с рассказом Даниила о Дарии Мидянине, что, как признается Хитциг, «идентичность этих двоих не вызывает сомнений».

## Подтверждающее доказательство
Следующие источники в целом так или иначе подтверждают существование Киаксара II как монарха, сменившего Астиага на троне Мидии и просуществовавшего вскоре после захвата Вавилона объединенными мидийскими и персидскими армиями и их союзниками. Источники перечислены в хронологическом порядке их состава, начиная с самых древних.

### Харранская стела
Харранская стела была составлена на четырнадцатом или пятнадцатом году правления Набонида, то есть с 542 по 540 г. до н. э., в память о восстановлении им храма в Эхулхуле. Набонид рассказывает, как на десятом году его правления (546 или 545 г. до н. э.) враждебные цари пригласили его вернуться в Вавилон. Цари названы «царями земли Египта, земли Мидии, земли арабов и всех царей враждебных (земель)». Значение этого заключается в его дате, всего за один-три года до того, как Набонид уступил свое царство мидянам и персам. Это также произошло примерно через 13 или 14 лет после того, как Кир предположительно покорил мидян и стал правителем объединенной империи в 559 г. до н. э. согласно Геродоту и единодушному мнению современных историков, которые следуют за ним. Набонид не упоминает персов, которые вскоре станут лидерами захвативших его столицу. Это согласуется с представлением Ксенофонта о том, что персы в то время все еще были в подчинении мидийцев, а Кир был младшим правителем при своем дяде, Киаксаре II, царе Мидии. Нигде ни в одной из сохранившихся надписей Кир не назван царем Мидии, если только не утверждается, что нынешняя надпись интерпретируется таким образом; это противоречило бы другим источникам, где Кир упоминается как «царь Аншана», «царь Персии», «великий царь» и другие подобные титулы. Таким образом, харранская стела является свидетельством того, что незадолго до падения Вавилона царь мидян, имя которого не приводится, не только существовал, но и считался более важным врагом вавилонян, чем Кир и персы.